# КСМ Політехніка Ясси
Не варто плутати з колишнім румунським футбольним клубом «Політехніка» (Ясси)
КСМ Політехніка Ясси (рум. Clubul Sportiv Municipal Politehnica Iași) — румунський футбольний клуб з міста Ясси, який виступає у Лізі II. Заснований 2010 року. Домашні матчі проводить на стадіоні «Еміль Александреску», що вміщує 11 500 глядачів.

## Історія
Клуб заснований у 2010 році, на замість розформованого клубу «Політехніка» і отримав назву «АЦСМУ Політехніка». Влітку 2011 року, клуб змінив назву на КСМС. З моменту свого створення команда почала виступати у Лізі II, другому по силі дивізіоні Румунії, і в другий рік існування, ставши переможцем турніру, добилася права дебютувати у вищій румунському дивізіоні в сезоні 2012/13. У сезоні 2016/17 вперше в своїй історії команда вийшла до єврокубків.

## Склад
Станом на 11 липня 2016
| №  | Поз. | Нац.                 | Гравець            |
| -- | ---- | -------------------- | ------------------ |
| 1  | ВР   | Італія               | Алессандро Капарко |
| 4  | ЗХ   | Румунія              | Ovidiu Mihalache   |
| 5  | ПЗ   | Румунія              | Нарцис Бедік       |
| 6  | ЗХ   | Румунія              | Александру Крецу   |
| 7  | ПЗ   | Румунія              | Васіле Георге      |
| 8  | ЗХ   | Румунія              | Габріель Босой     |
| 9  | НП   | Молдова              | Александру Бойчук  |
| 10 | НП   | Румунія              | Андрей Крістя      |
| 11 | НП   | Італія               | Джанмарко Піччіоні |
| 12 | ВР   | Боснія і Герцеговина | Бранко Граховац    |
| 13 | ПЗ   | Румунія              | Маріус Келару      |
| 19 | ЗХ   | Румунія              | Меделін Чуке       |
| 20 | ЗХ   | Румунія              | Йонуц Войку (к)    |
| 21 | ПЗ   | Угорщина             | Лукаш Боле         |
| 22 | ЗХ   | Сербія               | Милан Митич        |

| №  | Поз. | Нац.      | Гравець             |
| -- | ---- | --------- | ------------------- |
| 23 | ЗХ   | Румунія   | Космін Фресінеску   |
| 24 | НП   | Румунія   | Ден Роман           |
| 27 | ПЗ   | Румунія   | Меделін Мартін      |
| 30 | ПЗ   | Румунія   | Александру Цігенашу |
| 33 | ВР   | Румунія   | Думітру Хотобок     |
| 44 | ЗХ   | Хорватія  | Анте Сарич          |
| 88 | ПЗ   | Румунія   | Петре Гоге          |
| 90 | ПЗ   | Румунія   | Александру Чукур    |
| 92 | ВР   | Румунія   | Нікушор Греку       |
| —  | ВР   | Румунія   | Космін Антон        |
| —  | ЗХ   | Румунія   | Флорін Аніцою       |
| —  | ЗХ   | Румунія   | Лучан Одегіеру      |
| —  | ПЗ   | Румунія   | Штефан Грігоріе     |
| —  | ЗХ   | Філіппіни | Дайсуке Сато        |

## Досягнення
Ліга II
- Переможець (2): 2011/12[en], 2013/14[en]